# José Pacheco (Radsportler)
José Joaquim Pacheco (* 14. Februar 1942 in Santo Tirso) ist ein ehemaliger portugiesischer Radrennfahrer und nationaler Meister im Radsport.

## Sportliche Laufbahn
Pacheco war Straßenradsportler und Teilnehmer der Olympischen Sommerspiele 1960 in Rom. Das olympische Straßenrennen beendete er nicht. Im Mannschaftszeitfahren kam Portugal mit José Pacheco, Mário Silva, Francisco Valada und Ramiro Martins auf den 25. Rang des Wettbewerbs.
1962 siegte er in der nationalen Meisterschaft im Straßenrennen der Berufsfahrer. In der Portugal-Rundfahrt holte er 1961 (fünf) und 1962 (sieben) insgesamt zwölf Tageserfolge. 1962 gewann er das Etappenrennen.